# Наздравица
Наздравицата (още тост) е ритуал, при който напитка, най-често алкохолна, се приема като израз на почит или добра воля. Терминът може да се приложи към лицето или нещо, което е почитано, взетата напитка или словесният израз, придружаващ напитката. По този начин човек може да бъде „тостът на вечерта“, известен още като „Тостмайстор“ (термин в САЩ от 20 век), за когото някой „предлага наздравица“, за да поздрави и трето лице в съгласие произнася „Наздраве!“. Ритуалът формира основата на литературния и изпълнителски жанр, за който добре известен пример е „Към бебетата“ на Марк Твен.
Наздравицата, описана в тази статия, се корени в западната култура, но някои култури извън тази сфера имат свои собствени традиции, в които консумирането на напитка е свързано с идеи за празнуване и чест. Докато физическият и словесен ритуал на тоста може да бъде сложен и формален, просто вдигането на чашата към някого или нещо и след това пиенето също е по същество „вдигане на тост“, като жест на добронамереност към посочения човек или нещо.

## История
Според различни апокрифни истории обичаят да се докосват стъклените чаши се е развил от опасения за отравяне. Лекото чукване на чаши една в друга би накарало всяка напитка да се разлее в останалите (макар че няма реални доказателства за такъв произход). Според други истории думата тост се свързва с обичая през 17 век, базиран на ароматизиране на напитките с препечен хляб (на английски: toast – „препечен хляб“). Думата първоначално се отнася до дамата, в чиято чест е предложена напитката, като името ѝ фигуративно се разглежда като ароматизиращата напитка. Международният наръчник по алкохол и култура казва, че наздравицата „вероятно е светски остатък от древни жертвоприношения, в които свещена течност е била предлагана на боговете: кръв или вино в замяна на желание, молитва, обобщена в думите „дълъг живот!“ или „за Вашето здраве!““.

## Норми и етикет на наздравици
Наздравиците могат да бъдат тържествени, сантиментални, хумористични, неприлични, или обидни. Практиката да се съобщава за намерение да се направи наздравица и да се подаде сигнал за тишина чрез почукване на чашата, макар и често срещана, се смята от някои авторитети за груба.
Освен при много малки и неформални събирания, тост се предлага на място. По време на събиране никой не трябва да предлага наздравица за почетния гост, докато домакинът не е имал възможност да го направи. В англоговорещите страни гостите могат да сигнализират, че одобряват тоста, като казват „чуй чуй“. Почитаният не бива нито да стои, нито да пие, но след наздравицата трябва да се изправи, за да благодари на този, който е предложил тоста, и да вземе питие, като може да върне на свой ред тост. Тъй като наздравиците могат да се появят в дълги серии, опитни участници често се уверяват, че оставят достатъчно вино в чашата, за да позволят участие в многобройни тостове.
Поставянето на чашата, преди наздравицата да приключи, или просто държането на чашата, без да се пие, се смята за невъзпитано, което предполага, че човек не споделя благосклонните чувства, изразени в тоста, нито единението и приятелството, подразбиращи се за тоста. Дори на непиещите се препоръчва да не отказват да се налее вино за тоста. Изливането на съдържанието не се препоръчва.
Наздравицата традиционно включва алкохолни напитки. Шампанското (или поне някакво разнообразие от пенливо вино) се счита за особено празнично и е широко свързано с новечерието на Нова година и други тържества. В днешно време много хора заместват алкохолните напитки с пенлив плодов сок (често опакован в бутилки в стил шампанско), а мнозина авторитети смятат за напълно приемливо и участие в тост, докато пиете вода. Наздравицата с празна чаша може да се разглежда от някои като приемливо поведение за непиещия, макар че да се преструваш, че пиеш от такава чаша, вероятно би било сметнато за нелепо. Човекът, който дава тост, никога не трябва да прави това с празна чаша, дори ако чашата не съдържа нищо повече от вода.

## Наздравиците по целия свят
В различни култури по цял свят наздравицата е често срещано явление и ако не го практикувате, това може да е нарушение на етикета. Общата тема на наздравицата е „късмет“ или „добро здраве“. На официални ястия в определени страни от Общността на нациите първият тост, който се предлага, традиционно е Лоялният тост – поздрав към държавния глава на държавата (Елизабет II), в която се провежда официално събиране. Това може да бъде приспособено в други страни, за да се предаде лоялният тост към съответния държавен глава.
Избрани примери за наздравици от целия свят:
- Австралийски английски: Наздраве приятели! (за Ваше щастие, приятелю)
- албански: „Gëzuar“ (наслаждавайте се)
- Амхарски език (Етиопия): „Le'tenachin!“ (за нашето здраве)
- Английски: „Наздраве“, „Отдолу нагоре“, „Чин-чин“ (от китайски  qing qing [19]).
- арабски: „بصحتك“ ( be ṣaḥtak , за вашето здраве)
- арменски: „Կենաց“ или „Կենացդ“ ( kenats  /  genats  или  kenatst  /  genatst , „to life“ или "to your живот ")
- Африкаанс: „Gesondheid“, „Tjorts“ или „Tjeers“ (за добро здраве, наздраве или отдолу!)
- баски: „Топа!“ (тост)
- беларуски: „Будзьма!“ ( budzma , да живеем!)
- босненски: „Nazdravlje“ (за здраве) или „Živjeli“ (на живо!)
- български: „Наздраве“ ( nazdrave , за здраве)
- виетнамски: „Шаблон:Wikt-lang“ или „Шаблон:Wikt-lang“ ((вземете))
- галисийски: „Saude“ (добро здраве)
- грузински: „გაუმარჯოს!“ (Gaumarjos!) (Победа!)
- гръцки: „Εις υγείαν“ ( is iyían ), „στην υγειά σου / μας“, „γειά“ (за здраве) или „Εβίβα“ ( eviva , от Италиански  evviva , „дълъг живот!“)
- датски: „Skål“ (бук. „Купа“, отнася се за по-стари съдове за пиене)
- маори (NZ): „Mauri ora“ (към живота)
- маратхи: „Чанг бхала“ (да е добре)
- Есперанто: „Je via sano!“ (за твое здраве)
- естонски: „Terviseks“ (за здравето) или „proosit“ (от немски „Prost“)
- иврит: „ל יים“ („L 'Chayyim“) (към живота, традиционна еврейски тост)
- ирландски: „Sláinte“ (здраве)
- исландски: „Skál“ (бук. „Купа“, отнасяща се до по-стари съдове за пиене)
- испански / кастилски: „¡Chinchín!“ (ономатопеично за щракане на чаши[20] или „¡Salud!" (Здраве). В Чили често се използва умалителното „¡Salucita!".
- италиански: „Prosit“ (от латински), „Cin Cin“ (от китайски  qing qing ) или „Salute“ (здраве)
- каталунски: „Салют!“ (за здраве), „Brindem“ (за тост), „Xin-xin“ (като емулиране на звука на очилата), „Salut i força al canut!“ (традиционна фалическа рима, означаваща „здраве и сила на пишка“), „Brindem, brindem, brindola, pels nostres pits i la vostra titola“ (вариация, включваща цици и пишка), „Salut i peles!“ (здраве и пари, както се популяризира от превода на каталонски на британския сериал Bottom).
- китайски:
  - Mandarin: „乾杯“ ( gānbēi , осветена „Изпразнете чашата“), „請 請“ ( qing qing , свети „Моля, моля“, каза домакин, когато кани гостите да пият, фиг. като имитиращ звука на чашите)
  - Кантонски: „飲 杯“ ( yam2 bui1 , осветено „Пий чашата“), „飲 勝“ ( yam2 sing3 , свети „Пийте за победа“)
  - Hokkien / Taiwanese Hokkien: „乾杯“ (kanpoe / kanpe, „Изпразнете чашата“) или (lim) hō͘ ta
- корейски: „건배“ („乾杯“,  geonbae , осветена „Изпразнете чашата“)
- корнишки: „Йехес да!“ (Наздраве!)
- латвийски: „Priekā“ (за радост)
- Латински: „Vives“ („може ли да живеете), често в гръцката форма ZHCAIC, дадена с латински букви като ZESES;[21] „Prosit“ или „Propino“
- литовски: „Į sveikatą“ (за здраве)
- македонски: „На здравје“ ( на здравето , към здравето)
- малтийски: „Saħħa“ (здраве)
- манкс: „Slaynt“ (здраве) или „Slaynt vie“ (добро здраве)
- Мексикански испански: „Salud“ (за здраве) или „Saludcita“ (за здраве, умалително)
- немски: „Prost“, „Prosit“, от латински  prosit  (може да е добре (т.е. за вас)) или „Zum Wohl“ (за здраве)

- непалски: „तरङ्ग“ („таранг“, „вълна“)
- нидерландски: „Proost“ (от латински  prosit  „може да е добре“ (т.е. за вас)) или „(op je) gezondheid“ ((за вашето) здраве); в Белгия: „schol“ (от скандинавски) или „santé“ (от френски).
- норвежки: „Skål“ (бук. „Купа“, отнасяща се до по-стари съдове за пиене)
- персийски: „به سلامتی“ ( Бъдете саламати, „добро здраве“)
- полски: „Na zdrowie“ (за здраве), „Twoje zdrowie“ (за вашето здраве, единствено число) или „Wasze zdrowie“ (за вашето здраве, официално и / или множествено число)
- португалски: „Tchim-tchim“ (от китайски  qing qing ) или „Saúde“ (здраве)

- руски: „Ваше здоровье!“ ( Vashe zdorov'ye , за вашето здраве) или „Будем здоровы!“ ( Boodiem zdorovy! , Нека бъдем здрави!) Или просто „Будем!“ („„ Boodiem! “, Нека бъдем [здрави]!)
- словашки: „Na zdravie“ (за здраве)
- словенски: „На здраве“ (към здравето)
- сръбски: „Uzdravlje“ (за здраве) или „Živeli“ (на живо!)
- филипински: „Mabuhay“ (да живее); „[[[Tagayan|Tagay]]“ "([нека] пием); „Кампай“ (от японски  kanpai ); Филипините в миналото няма тост, тъй като социалното пиене на алкохол традиционно включва споделяне на една чаша между участниците („„ tagayan “)[22]
- тайландски: „ชัย โย“ ( chai-yo! , Осветена „Ура!“) Или „ชน แก้ว“ ( chon-kaew , осветена "чукам очила „) или“ หมด แก้ว „( mod-kaew , осветена“ Отдолу нагоре ")
- турски: „Şerefe“ (в чест)
- уелски: „Iechyd da (i chi)“ (Добро здраве (за вас))
- украински: „За здравето“ или „Вашето здраве“ ( Za zdorovya , за здраве, или  Vashe zdorovya , за вашето здраве)[23] или „Будьмо“ (' „Budmo“, нека бъдем)
- унгарски: „Egészségünkre“ (за нашето здраве), по-често „Egészségedre“ [ˈɛgeːʃːeːgɛdrɛ] (за вашето здраве), „Fenékig“ (осветено „до дъното“)
- румънски: „Noroc“ (късмет) или „Sănătate“ (здраве)

- финландски: „Kippis“, „Skool“,[24] „Pohjanmaan kautta“, или „Hölökyn kölökyn“ (на савонски диалекти)
- френски: „Tchin tchin“ (от китайски  qing qing ), „Santé“ (здраве) или „cul sec“ (осветено „сухо дъно“, за да се изпие цялата чаша в едно движение)
- хинди: „अच्छी सेहत“ ( achchee sehat , „добро здраве“)
- хърватски: „Živjeli“ (на живо!), „Nazdravlje“ (за здраве)
- чешки: „Na zdraví“ (за здраве)
- шведски „Skål“ (бук. „Купа“, отнасяща се до по-стари съдове за пиене[25]); Gutår („добра година“, старомодна, все още използвана в официални условия)
- Швейцарски немски: „Proscht“ (както на немски „Prost“) или като умалителна форма „Pröschtli“
- Шотландски галски: „Slàinte mhath“ (добро здраве)
- японски: „乾杯“ ( kanpai , осветена „Изпразнете чашата“)